# Сааде, Хорхе
Хорхе Сааде (исп. Jorge Sahade, 1915—2012) — аргентинский астроном.

## Биография

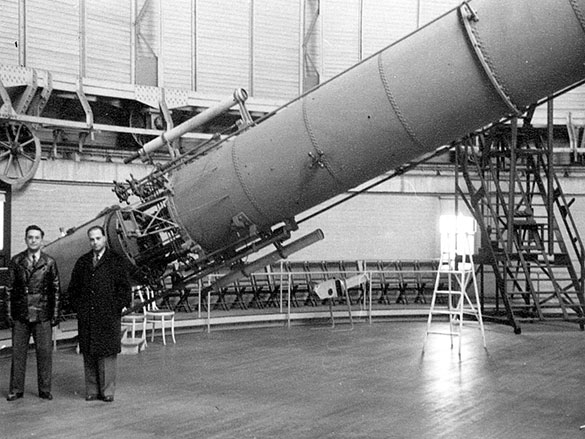
Во время работы в Йеркской обсерватории (1944)

Родился в Альта-Грасия (провинция Кордова) в семье сирийского происхождения. Хотел изучать математику, но университетские стипендиальные программы были только по инженерии и геодезии. Образование получил в Национальном университете Кордовы (1937) и Национальном университете Ла-Платы (1943). Работая в Военно-географическом институте в Ла-Плате, решил заняться астрономией. После окончания университета он и Карлос Ульрико Сеско (первый выпускник астрономии в стране) отправились продолжать изучать астрофизику в США. В 1943—1946 был стипендиатом Национального университета Ла-Платы в Йеркской обсерватории и обсерватории Мак-Доналд (США). 
В 1946—1955 работал в обсерватории в Кордове (с 1953 — директор), в 1948—1955 — также профессор Национального университета в Кордове. Он способствовал приобретению Аргентиной телескопа диаметром 215 см, который сегодня находится в астрономическом комплексе Эль-Леонсито. В 1955—1958 и в 1960 работал в Калифорнийском университете в Беркли (США). В 1958—1971 — профессор, заведующий отделом обсерватории Национального университета Ла-Платы, в 1968—1969 — директор этой обсерватории. В 1969 стал первым деканом факультета точных наук Национального университета Ла-Платы. В 1971—1983 работал в Институте астрономии и космической физики в Буэнос-Айресе (в 1971—1974 — директор). С 1983 работал в Аргентинском институте радиоастрономии.
Основные труды в области физики звёзд. Исследовал детально спектры многих пекулярных тесных двойных звезд, в частности систем со звездами типа Вольфа — Райе, а также симбиотических звезд; определял орбиты и физические параметры компонентов двойных систем, изучал газовые потоки в них, околозвездные оболочки. Одним из первых рассмотрел тесные двойные системы с точки зрения их эволюционной истории, разработал классификационную схему для двойных звезд, исходящую из положения их компонентов на диаграмме Герцшпрунга — Рассела и учитывающую эволюционные связи между компонентами. Предложил интерпретацию переменных типа W Большой Медведицы, рассмотрел вопрос о возможных путях эволюции звезд типа Вольфа — Райе. Автор книги «Взаимодействующие двойные звезды» (совместно с Френком Брэдшоу Вудом, 1978).
Член-корреспондент Национальной АН в Буэнос-Айресе (1970) и Национальной АН в Кордове (1972).
Член-корреспондент Королевской академии точных, физических и естественных наук в Мадриде (1972), вице-президент (1967—1973), президент (1985−1988) Международного астрономического союза. Стал первым латиноамериканцем, который был избран на последний пост.